# Palácio Nacional de Mafra
O Palácio Nacional de Mafra, também conhecido como Convento de Mafra, é um monumento nacional português, localizado em Mafra, Portugal.
É composto por um palácio e um convento, em estilo barroco, de influência romana e germânica, a que se associa um jardim e a Tapada Nacional de Mafra. 
É constituído por cerca de 1 200 divisões, mais de 4 700 portas e janelas, 156 escadarias e 29 pátios e saguões.
Está classificado como Monumento Nacional, desde 1907, e inscrito na Lista do Património Mundial da Humanidade pela UNESCO, em 2019, sendo parte do sítio cultural designado de Real Edifício de Mafra, composto pelo palácio, que integra a basílica (com conjunto de 6 órgãos e 2 carrilhões) e a biblioteca, um convento e estabelecimentos de ensino militar, o Jardim do Cerco e a Tapada. A sua construção foi tema da obra Memorial do Convento, de José Saramago.
Em 2022, este monumento registou 189 694 entradas, sendo um dos monumentos mais visitados do país.
Está em curso a transferência, para uma parte da ala norte do edifício, do Museu Nacional da Música. A transferência está prevista para 2025.

## História
Os trabalhos da sua construção iniciaram-se em 1717 por iniciativa do rei D. João V, em virtude de uma promessa que fizera em nome da descendência que viesse a obter da rainha D. Maria Ana de Áustria.
Em 22 de outubro de 1730 foi realizada a sagração da Basílica. A conclusão da totalidade do imóvel ocorreu quase uma década mais tarde. As estantes da Biblioteca foram construídas em 1771 e os livros transferidos para esse espaço em 1794. O edifício foi projetado por João Frederico Ludovice, ourives, arquiteto e engenheiro militar suábio, e edificado pelo engenheiro-mor Custódio Vieira, ocupa uma área aproximada de quatro hectares. Em conjunto com o Jardim e a Tapada, esta antiga propriedade real soma cerca de 1 200 hectares.
Há autores que levantam a hipótese de o convento capucho erigido em Mafra a partir de 1717/1718 ser um edifício distinto do Real Edifício de Mafra, cuja construção se terá iniciado apenas em 1729/1730. Colocam igualmente em causa a origem da construção no cumprimento de uma promessa régia em troca de descendência, bem como a atribuição da autoria única do projecto a Ludovice, que, de resto, já havia sido contestada em 1962, por Ayres de Carvalho, Conservador do Palácio Nacional de Mafra desde 1947.
Outros atribuem a autoria do risco do Palácio-Convento de Mafra unicamente ao arquiteto João Frederico Ludovice.

## Descrição

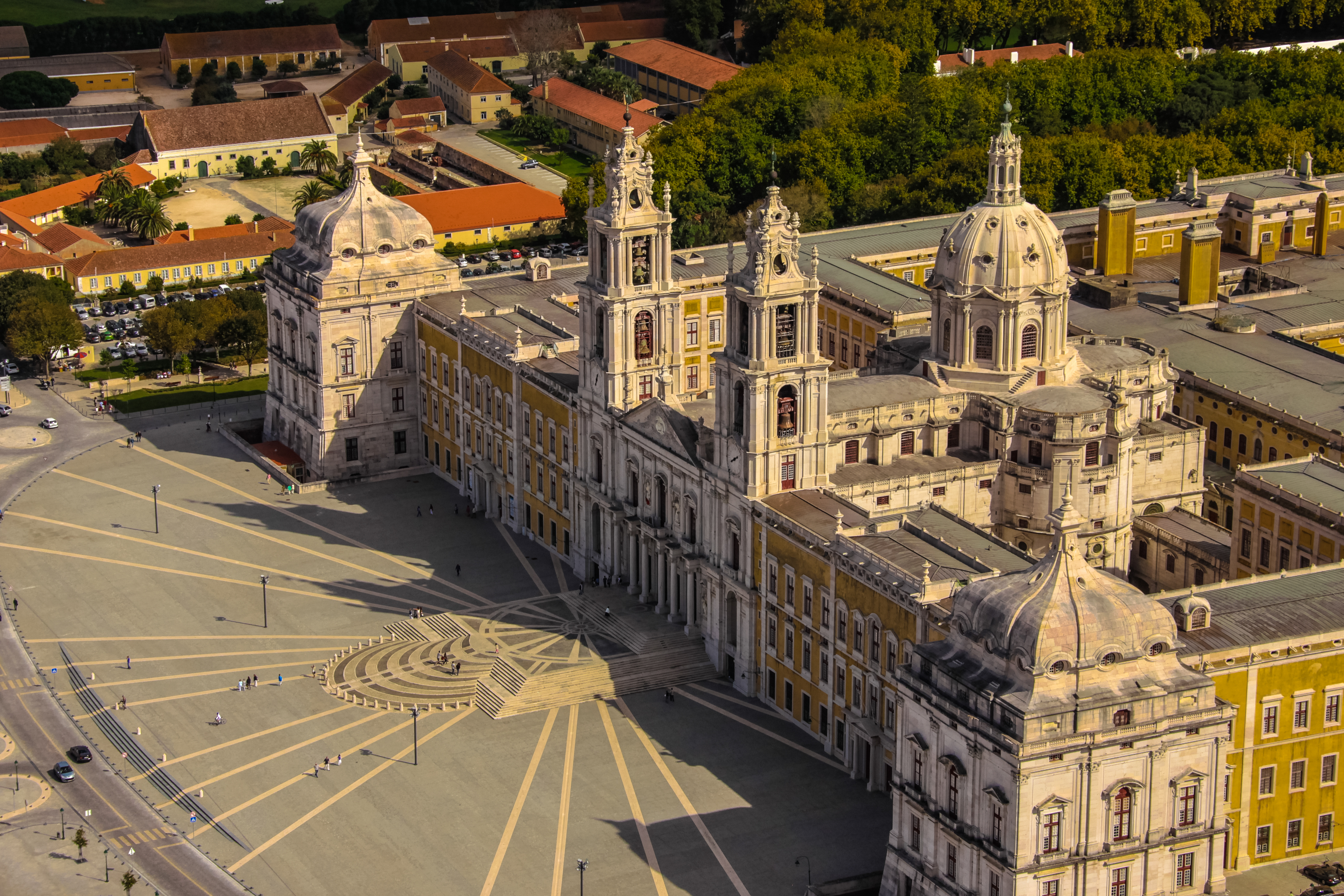
Vista aérea do Palácio Nacional e Convento de Mafra

### Basílica

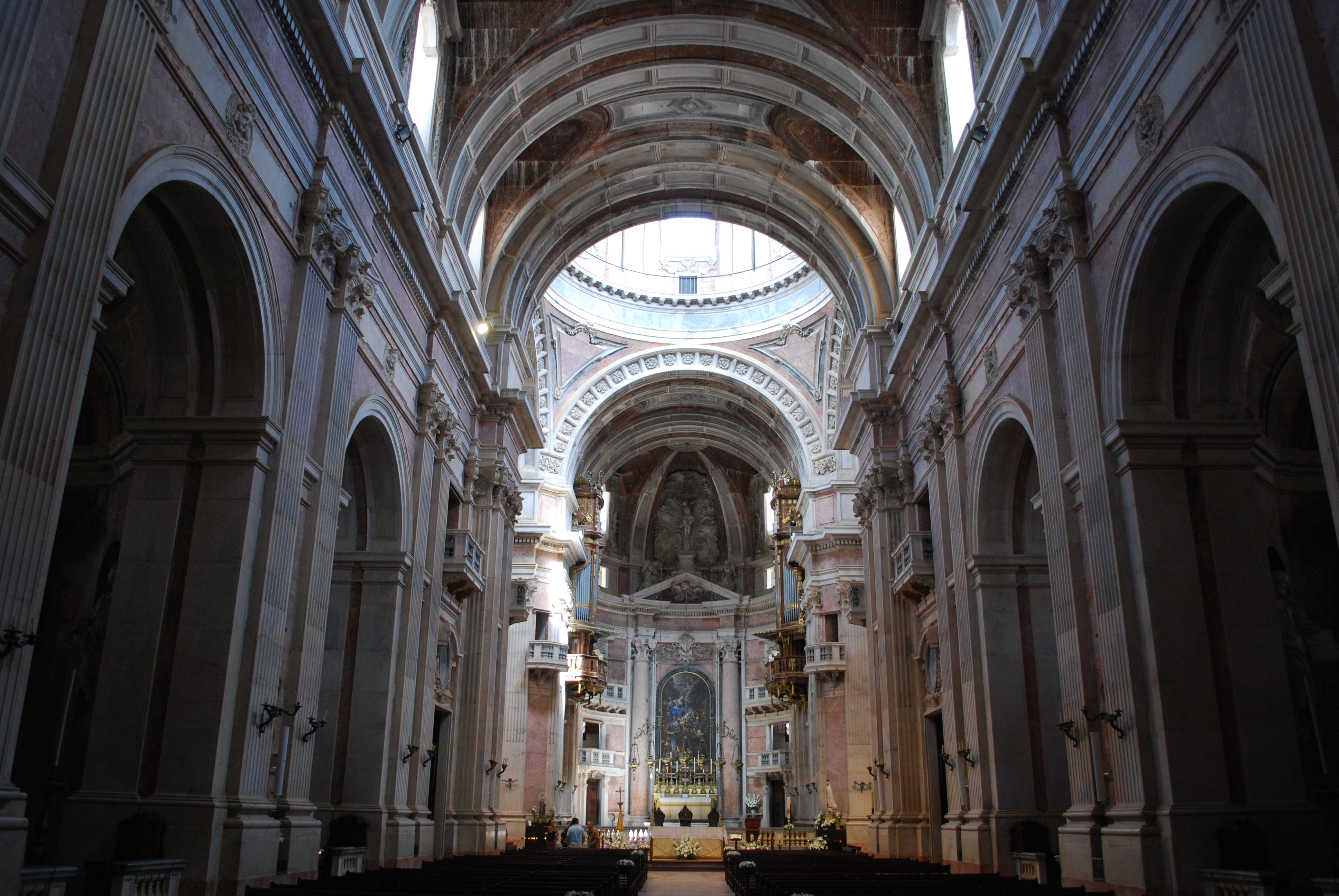
Interior da Basílica de Mafra

A basílica, inspirada nas grandes igrejas de Roma, é um templo de grandes dimensões, sendo a obra de maior referência no reinado de D. João V, a partir da qual muda o paradigma da artes em Portugal e se difunde o chamado barroco joanino.
O Palácio e a sua basílica é representativa da necessidade de afirmação política da monarquia portuguesa, inserindo-a no quadro das grandes monarquias europeias, em estreita relação com a Santa Sé, como forma da afirmação de Portugal restaurado, da grandeza imperial ultramarina e do poder absoluto de D. João V, poder este que lhe advinha do seu direito natural e divino.
A capela-real do Palácio de Mafra detém a dignidade de basílica por aplicação da Bula de Clemente XI, de 7 de Novembro de 1716, originalmente destinada à capela do Paço da Ribeira e que confere às capelas reais de Portugal essa categoria.
O lançamento da primeira pedra da Real Basílica de Mafra ocorreu a 17 de novembro 1717 e foi sagrada a 22 de outubro de 1730, dia do 41.º aniversário do Rei D. João V, sendo dedicada à Virgem Maria (título genérico) e a Santo António.
É adornada por um dos maiores conjuntos de estatuária italiana fora de Itália, composta por 58 estátuas de vulto, 3 medalhões e um grande crucifixo com anjos em adoração, maioritariamente produzida em Roma e Florença, em mármore de Carrara.
Originalmente, para a basílica, foram executados diversas pinturas para os retábulos e sobre-portas, a maior parte deles retirados e substituídos por altos-relevos em pedra.
A partir de meados do século XVIII foram esculpidos os novos retábulos pétreos da basílica, da autoria de Alessandro Giusti, artista de origem italiana que, em Mafra, iniciou a Escola de Escultura (precursora da Real Academia de Belas Artes, de Lisboa, e da Academia Imperial de Belas Artes, do Rio de Janeiro).
A basílica dispõe de seis órgãos históricos, formando um conjunto único no mundo, por terem sido projetados e construídos para tocarem, se necessário, em simultâneo. No final do século XVIII a construção do novo conjunto de seis órgãos foi encomendada na regência do príncipe D. João aos mestres organeiros portugueses, António Xavier Machado e Cerveira e Peres Fontanes, tendo sido aí instalados entre 1792 e 1807, substituindo os órgãos originais do reinado de D. João V. Este conjunto foi restaurado a partir de 1994, tendo recebido o prémio Europa Nostra.

#### Funções Religiosas Atuais

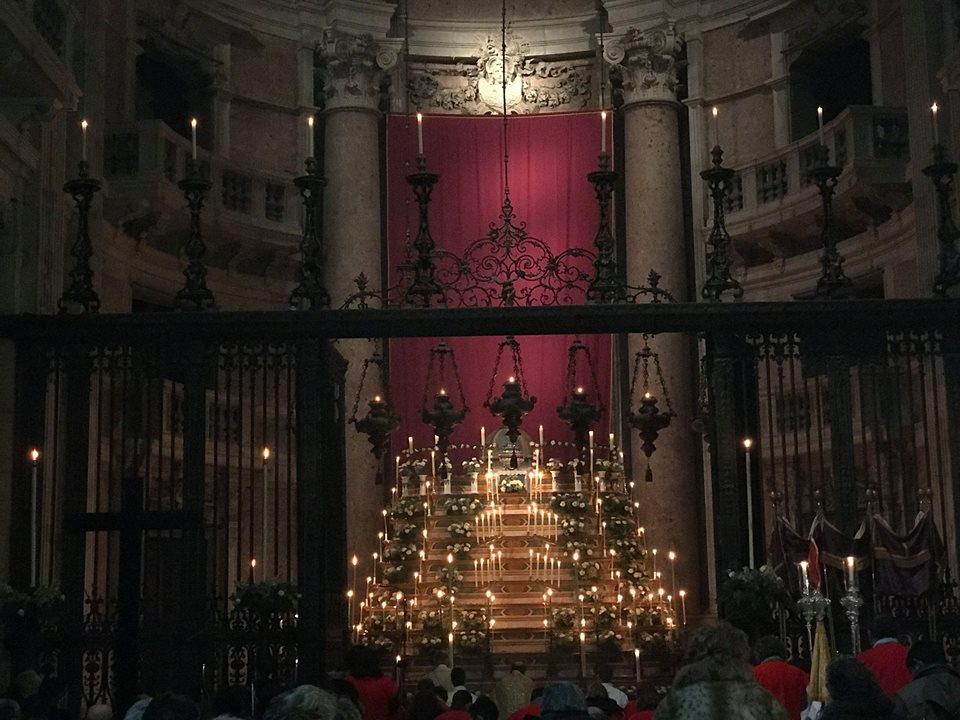
Cerimónia litúrgica na Basílica de Mafra.

A basílica do Palácio de Mafra é uma igreja não concordatária que alberga o serviço da Paróquia de Santo André, desde 1835 e, herdando as funções de irmandades extintas, alberga ainda a Real e Venerável Irmandade do Santíssimo Sacramento de Mafra.
A basílica, como os seus bens de aparato, alfaias e paramentos, eram pertença da Coroa e do serviço específico da basílica, enquanto capela-real do palácio, diferenciando-se dos bens pertencentes à Paróquia. Com a Implantação da República Portuguesa, em 5 de Outubro de 1910, com a subsequente Lei da Separação do Estado das Igrejas, de 1911, e com a criação do Museu do Palácio Nacional de Mafra, os objetos culto da basílica mantiveram-se sob propriedade do Estado Português e passaram, muitos deles, a ser exibidos no núcleo de arte sacra criado num dos pisos do palácio. Parte desses objetos continuam, também, a adornar a basílica, simultaneamente espaço de culto e espaço integrado no circuito de visita ao palácio. Regularmente, estes bens são usados em cerimónias de maior aparato, perpetuando culturalmente a sua função primordial. Como bens museológicos classificados do Estado não estão, porém, ao abrigo das disposições da Concordata entre a Santa Sé e Portugal de 2004, assinada em 18 de Maio de 2004, que substituiu a Concordata de 1940.
Por decreto de 10 de Novembro de 2020, o Papa Francisco concedeu a coroação canónica da imagem de Nossa Senhora da Soledade exposta ao culto na Basílica de Mafra, sendo esta a terceira imagem mariana portuguesa a receber essa graça pontifícia. A imagem foi coroada em 17 de Setembro de 2023, pelo Cardeal Tolentino de Mendonça, durante o IV Fórum Pan-Europeu de Irmandades e Confrarias, que se realizou em Mafra. A execução da coroa esteve a cargo do ourives cordovês Manuel Valera Pérez.
Em Junho de 2021, a Província Italiana de Santo António dos Frades Menores Conventuais doou à Irmandade do Santíssimo Sacramento de Mafra, para exposição permanente na basílica, uma relíquia ex massa corporis, isto é, uma parcela do corpo de Santo António de Lisboa, co-padroeiro do templo.
Em 30 de Julho de 2023, a mesma irmandade recebeu, das mãos dos monges cistercienses da Abadia de Heiligenkreuz, na Áustria, uma relíquia do Beato Carlos de Áustria, último Imperador da Áustria e Rei da Hungria, Croácia e Boémia, descendente do fundador do templo (D. João V), para exposição na basílica à veneração dos fiéis.

### Convento

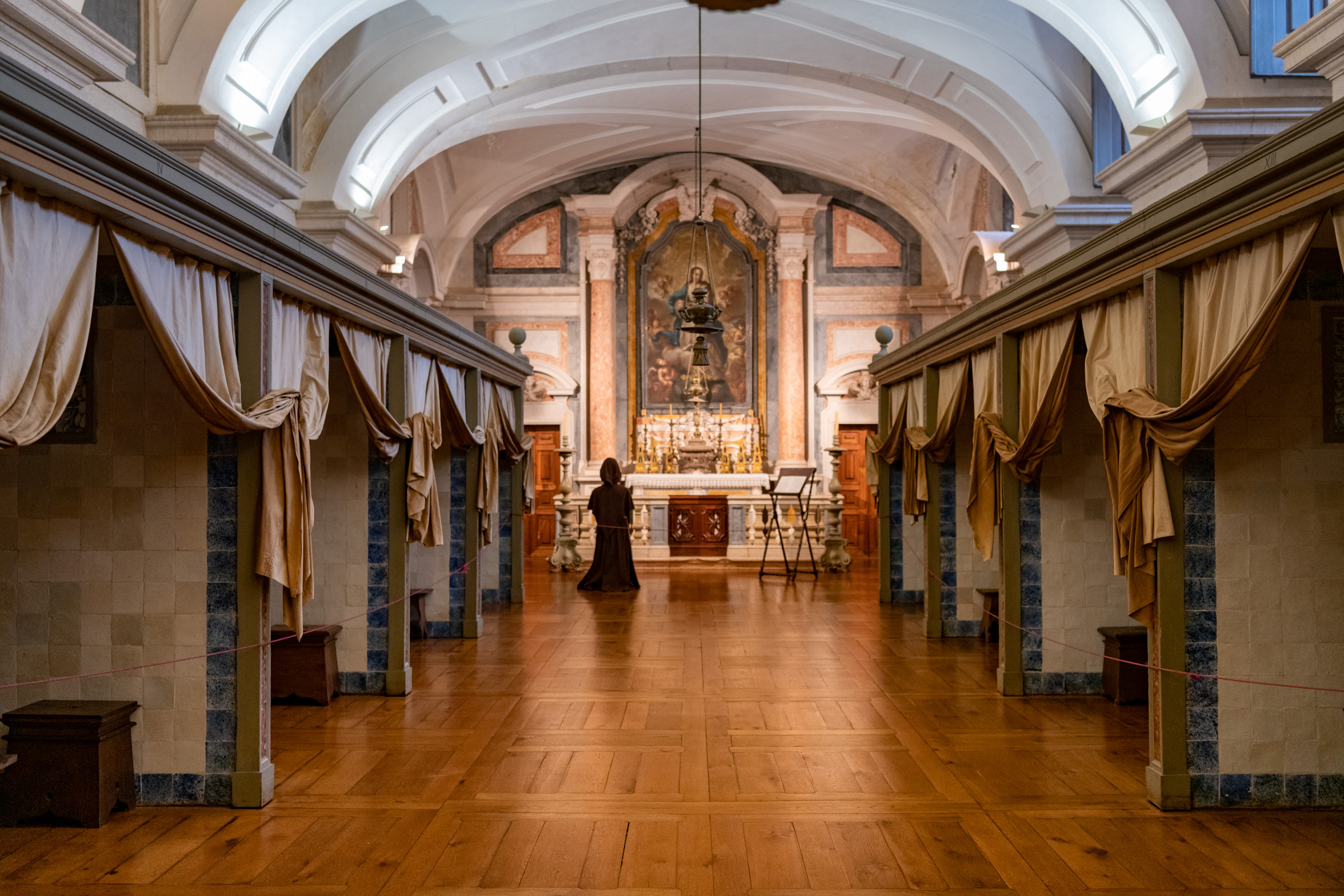
Antiga enfermaria do convento

Em 1711, no cumprimento de um voto de ação de graças pelo nascimento de um herdeiro, D. João V autoriza a construção de um convento destinado aos frades capuchos da Ordem de São Francisco, prevendo-se inicialmente a construção de um pequeno cenóbio para 13 frades. Com a decisão de se construir, em Mafra, o novo Palácio Real e de aí integrar a dupla função de Residência de Estado e de casa religiosa, os projetos iniciais para albergar um número cada vez maior de frades (13, 40, 80) foram abandonados e adotou-se um novo modelo construtivo, ao Modo Nostro jesuítico, permitindo albergar uma comunidade de 300 frades.
Projetado por João Frederico Ludovice, que estivera ao serviço dos Jesuítas da Igreja de Jesus, em Roma, e onde estudou e conviveu com vários arquitetos de renome, dirigiu a obra (integrada no complexo do Palácio-Convento), partilhando a sua conclusão com o seu filho João Pedro Ludovice, também arquiteto, formado no estaleiro e Casa do Risco, de Mafra.
Trezentos e vinte e oito frades arrábidos ingressaram, em 1730, na comunidade de Mafra, vindos de diversos conventos na região mandados extinguir por Decreto Real. No reinado de D. José I, em 1771, os franciscanos, já em número muito reduzido, foram enviados para o Convento da Arrábida, em Setúbal, passando a casa religiosa a albergar os Cónegos Regrantes de Santo Agostinho, transferidos de São Vicente de Fora para Mafra. No reinado de D. Maria I, em 1791, os franciscanos regressam de novo a Mafra.
No período de maior apogeu da comunidade religiosa, neste convento consumiam-se por ano 120 pipas de vinho, 70 pipas de azeite, quase 10 toneladas de arroz e 600 vacas.
Em 1820 a comunidade era de 40 frades, número que se manteve relativamente constante até à data da saída definitiva dos franciscanos em agosto de 1833, em plenas guerras liberais. Pouco depois os Cónegos Regrantes de Santo Agostinho regressam pela última vez a Mafra, por um prazo inferior a um ano, até 30 de maio de 1834, data em que foi decretada a extinção das Ordens Religiosas. Como bem pertencente à Coroa, este convento não foi vendido em hasta pública, passando à Fazenda nacional sob gestão do Almoxarifado do Palácio até 24 de março de 1841, data em que uma parte foi entregue ao Exército Português e outra parte permaneceu a uso da Casa Real até à implantação da República, em 1910.

### Palácio

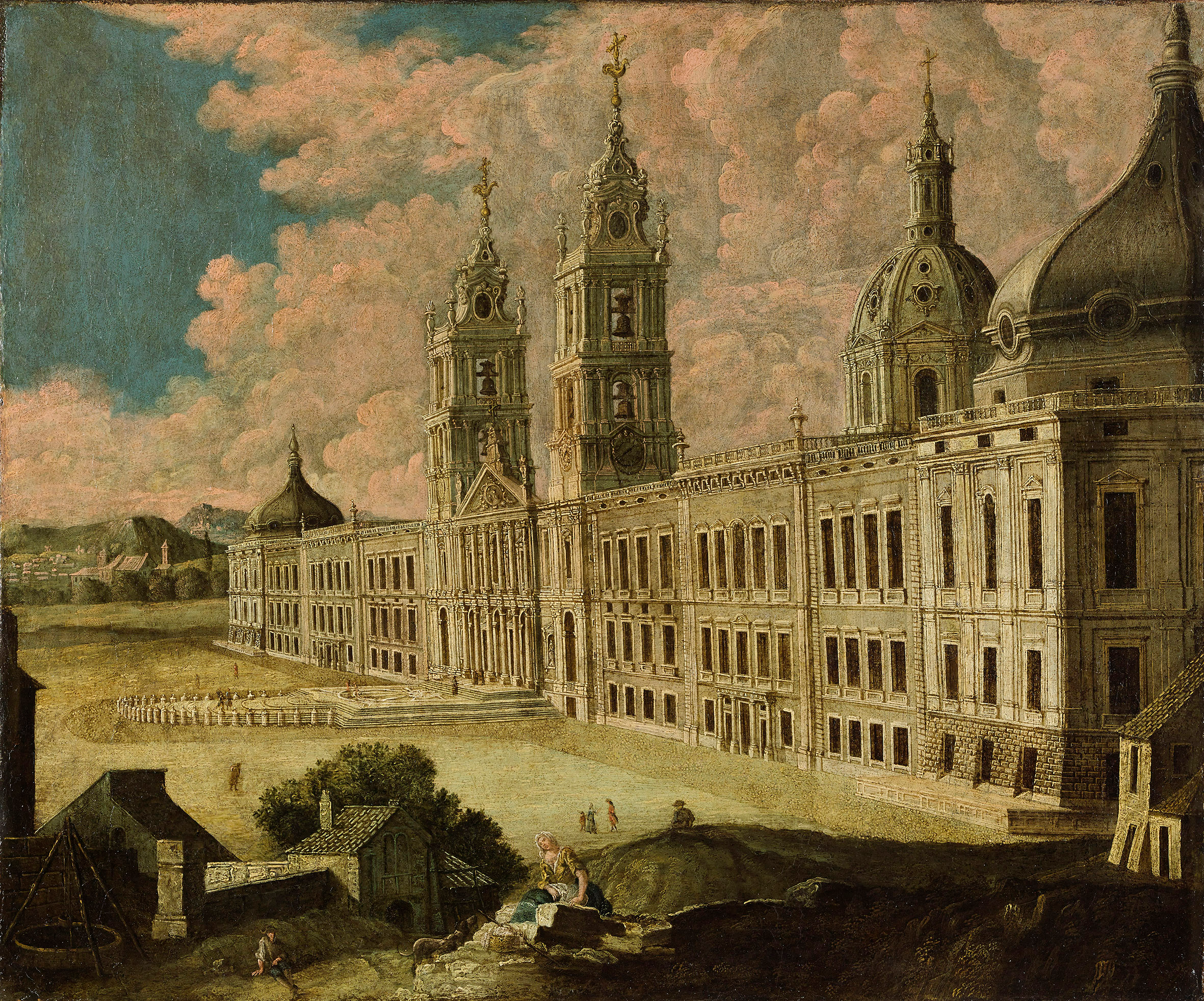
A fachada principal e a envolvente do Convento de Mafra em meados do século XVIII

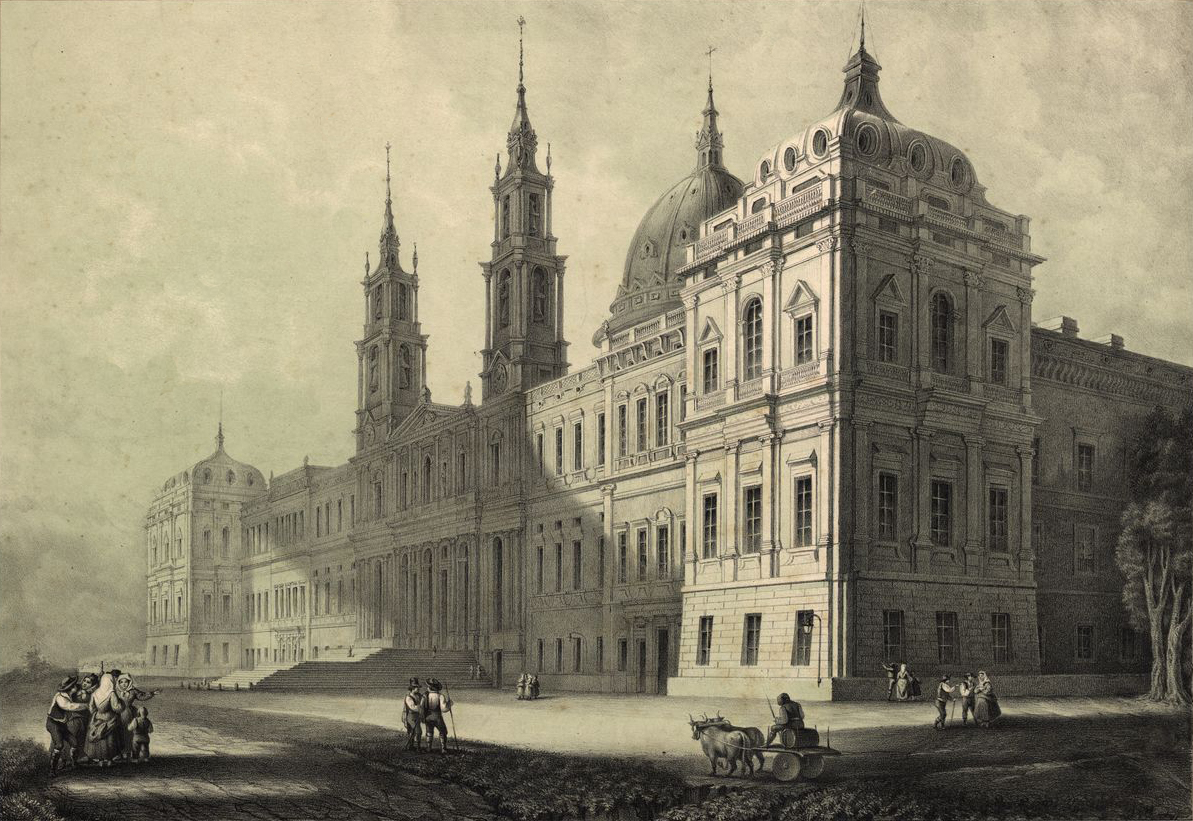
Litografia do palácio de 1853

Bibliografia coeva refere que D. João V fez a promessa de mandar edificar um convento em Mafra em agradecimento pelo nascimento do primeiro herdeiro; outras versões referem que por se ter curado de uma doença que padecia. Crê-se que o nascimento da princesa Maria Bárbara determinou o cumprimento da promessa, autorizando-se a construção de um pequeno convento em 1711.
O projeto original para a construção do convento no Alto da Vela, em Mafra, foi abandonado; bem como a ideia de se edificar em Lisboa um novo Palácio Real, para o qual Filippo Juvarra havia realizado vários esboços.
Cerca de 1714 D. João V concentra em Mafra a construção do novo Palácio Real, anexo ao qual existiria o Convento franciscano. Contrata Johann Friedrich Ludwig (conhecido como João Frederico Ludovice), ourives com conhecimentos de arquitetura e com experiência em Roma. Nos anos seguintes desenvolve-se a fase de projeto.
Os trabalhos começaram a 17 de Novembro de 1717, com o lançamento da primeira pedra da basílica e com a abertura dos alicerces para a construção da parte principal do palácio, nomeadamente, os torreões, ala poente e parte das alas norte e sul, continuadas na área de implantação do edifício durante os anos seguintes.
Este projeto megalómano foi custeado com o quinto do ouro do Brasil, que começou a confluir em grande abundância nos cofres da Coroa. Nos momentos de maior atividade, o estaleiro chegou a empregar 52 mil trabalhadores sob direção técnica do engenheiro-mor Custódio Vieira, responsável máximo pelas obras públicas em Portugal, como a do Aqueduto das Águas Livres. Em 1730 João Frederico Ludovice, após a sagração da basílica, reparte a direção das obras em Mafra com o seu filho João Pedro Ludovice, formado em cânones em Coimbra e também arquiteto formado na Casa (ou Escola) do Risco da Real Obra de Mafra, que as acompanha até ao ano de 1744.
As ideias patentes neste Palácio-Convento foram inspiradas nos grandes edifícios urbanos do Barroco internacional, tendo como referência vários edifícios italianos.
Deste palácio partiram as cortes de D. João (príncipe regente) para o Brasil (novembro de 1807), deixando de ter uso como residência permanente. Durante os últimos reinados da Dinastia de Bragança, o palácio foi utilizado como residência esporádica, sobretudo nas épocas de veraneio e de caça. Daqui partiu para o exílio, a 5 de outubro de 1910, o último rei português, D. Manuel II.
Embora estivesse aberto à visitação pública pelo menos desde 1904, data em que o periódico local "O Correio de Mafra" publica as condições de visita ao Real Edifício, estabelecendo-se informalmente um circuito de visita com enquadramento museológico, oficialmente abriu ao público em março de 1911, sendo o primeiro palácio nacional aberto ao público como museu. Nele pode visitar-se uma parte significativa do palácio real, a biblioteca e a enfermaria com a dupla função de capela, com dezasseis alcovas de onde os pacientes podiam ver e ouvir missa.
No piso superior encontram-se as salas do palácio estendendo-se a todo o comprimento da fachada ocidental, com os aposentos do rei e da rainha, respetivamente nos torreões Norte e Sul, separados entre si por uma galeria/corredor de 232 m de comprimento, a maior do seu género na Europa.

### Aposentos
Algumas das principais divisões do palácio são: sala de Diana, sala do trono, torreão norte, oratório norte, galeria principal, sala das descobertas, sala dos destinos, sala da guarda, sala da bênção, sala dos camaristas, torreão sul, oratório sul, sala de D. Pedro V, sala de música, sala de jogos, sala da caça, sala de jantar, salão grande dos frades, celas fradescas e a biblioteca.
Sala de Diana, a designação deve-se à pintura do teto que representa Diana, a deusa da caça, obra da autoria de Cirilo Volkmar Machado (1748-1823), no âmbito da campanha decorativa executada a partir de 1796 por encomenda do Príncipe Regente D. João, futuro rei D. João VI. Pintura inspirada num quadro de Domenichino ("Caçada de Diana"), existente na Galeria Borghese em Roma.
Sala do Trono, Destinada às audiências régias. A pintura do teto representa uma alegoria à "Lusitânia" no âmbito da campanha decorativa desenvolvida a partir de 1796 por Cirilo Volkmar Machado. Paredes decoradas com pinturas a fresco representando as oito Virtudes Reais, da autoria de Domingos Sequeira (1768-1837).
Torreão Norte, aposentos privados do Rei, usados até à morte do Rei-Consorte D. Fernando (1816/1885), marido da rainha D. Maria II.
O torreão funcionava como um apartamento independente com a cozinha na cave, a despensa no piso térreo, o quarto do camarista e os aposentos do Rei no 1º e os criados nos sótãos.
Galeria Principal, trata-se de um dos maiores corredores palacianos da Europa, tem 232 m entre as suas extremidades, ligando os aposentos do Rei no Torreão Norte aos aposentos da Rainha no Torreão Sul.
Sala das Descobertas, a pintura do teto é de Cirilo Volkmar Machado, representa os feitos ultramarinos dos portugueses, representando Vasco da Gama (derrotando o Adamastor), Pedro Álvares Cabral, Cristóvão Colombo e o Infante D. Henrique. As paredes estavam preenchidas com quadros representando as façanhas dos Castros, Albuquerques, Almeidas e Mascarenhas na Índia, levadas pelo rei D. João VI para o Brasil nunca tendo regressado.
Sala dos Destinos, no teto, pintura de Cirilo Volkmar Machado, representando o "Templo do Destino", destaca-se a figura da "Providência" que entrega a D. Afonso Henriques o "Livro dos Destinos da Pátria". Estão ainda representados, Hugo Capeto rei de França, o conde D. Henrique de Borgonha, pai de D. Afonso Henriques e todos os restantes monarcas portugueses até D. João IV.
Sala da Guarda, antiga entrada do palácio onde permanecia a Guarda Real quando a Família Real estava no palácio. A pintura do teto é de Cirilo Volkmar Machado e representa "O Precipício de Faetonte", personagem e história mitológica.
Sala da Bênção, sala que é o ponto central da fachada principal, aberta para a praça/terreiro D. João V e para a Basílica. Das varandas a família real assistia às cerimónias religiosas e aparecia ao povo.
Sala dos Camaristas, como o nome indica era a sala onde ficavam os camaristas quando a Família Real se encontrava em Mafra. A pintura do teto é da autoria de Cirilo Volkmar Machado (fim do século XVIII), representa ao centro as "Quinas de Portugal" rodeadas por vários deuses gregos e pela "Fecundidade", que tem em cada mão cornucópias da abundância, das quais saem crianças sustentando grinaldas de flores. Pintura que pretende invocar a fecundidade da Princesa D. Carlota Joaquina de Bourbon, casada com o príncipe D. João, futuro rei D. João VI.
Torreão Sul, aposentos privados da Rainha incluindo o quarto de cama. A decoração das paredes foi executada na campanha de 1855/58, por ocasião da entronização de D. Pedro V e do seu casamento com D. Estefânia. Foi neste quarto que o rei D. Manuel II passou a última noite em Portugal, antes da sua partida para o exílio, aquando da implantação da República em 5 de outubro de 1910.
Oratório Sul, trata-se da capela privada dos aposentos da rainha no torreão sul. A pintura do teto é de Cirilo Volkmar Machado, mandada pintar pelo príncipe regente D. João (futuro D. João VI) e sua mulher, D. Carlota Joaquina, em finais do século XVIII, representando santos prostrados diante da Santíssima Trindade pedindo descendência para o trono.
Sala de D. Pedro V, também nomeada Sala Vermelha ou Sala de Espera, pois era aqui que os convidados esperavam antes de serem anunciados e recebidos pela família real. Este aposento pela decoração reflete a vivência romântica do século XIX datando de 1855 e 1858, aquando das campanhas de obras realizadas no palácio pela ocasião da subida ao trono de D. Pedro V e do seu casamento com D. Estefânia respectivamente.
Sala da Música, também conhecida por Sala de Recepção ou Sala Amarela. Era aqui que a Família Real recebia os seus convidados nas datas festivas, já sem o tradicional beija-mão real, abolido por D. Pedro V, costume que era anteriormente realizado na sala de audiências do Torreão Norte.
Sala de Jogos, nesta sala encontram-se vários jogos praticados nos séculos XVIII e XIX, nomeadamente, o Bilhar Chinês, a mesa de bilhar e o jogo do Pião.
Sala de Caça, o mobiliário e decoração desta sala é alusivo à caça, um gosto e prática da família real aquando das visitas regulares ao palácio, com exibição de inúmeros troféus.
Sala de Jantar, sala de jantar de finais do século XIX, com mesa e cadeiras executadas na Penitenciária de Lisboa e ofertadas ao rei D. Carlos.
Salão Grande das Infantas, uma das maiores salas do palácio, a que se acede a um conjunto de antigos quartos destinados a albergar as damas de companhia das Infantas de Portugal. No século XIX este espaço foi usado pelo quartel e musealizado no século XX como espaço conventual, sem nunca o ter sido, decorado com o mobiliário conventual do século XVIII.
Palacete dos Infantes e Palacete das Infantas, Espaço destinado aos aposentos privativos dos Infantes e das Infantas de Portugal, uma unidade habitacional posicionada no corpo nascente do edifício, antes das antecâmaras da Biblioteca, a que se acedia de forma independente através de escadarias nos vértices nordeste e sudeste do edifício. Embora seja uma das características distintivas deste palácio (que albergava quatro unidades de alojamento privativas e independestes, duas para as pessoas reais e duas para os membros masculinos e femininos da família real), estes espaços não se encontram abertos ao público.
Outros espaços emblemáticos, Existem vários outros espaços abertos ao público no circuito de visita, ou visitáveis por solicitação: a Capela do Campo Santo, a Enfermaria Superior, o Corredor das Aulas, a Sala dos Atos Literários (ou das Conclusões), a Sala do Capítulo (ou Sala Elíptica), a Sala dos Lavatórios, a Sala "de Profundis", o Refeitório conventual, a escadaria grande conventual, o Parlatório, e Sala das Quatro Colunas, o conjunto das diversas cozinhas conventuais e palacianas, as antigas capelas dos 7 Altares e dos 5 altares (hoje respetivamente auditório e biblioteca militar), o sistema de esgotos, entre outros.
O Palácio de Mafra foi a principal escola de construção do século XVIII em Portugal. Aqui aprenderam e trabalharam não só engenheiros e arquitetos, como operários especializados – entalhadores de pedra, marceneiros, vidraceiros e até escultores. Para esta Real Obra se inventaram máquinas e guindastes que elevavam os grandes blocos de pedra que por vezes obrigavam à utilização simultânea de 30 ou até 50 juntas de bois. Foi esta grande experiência construtiva que permitiu a reconstrução de Lisboa depois do terramoto de 1755. As pedras utilizadas são da região de Loures, Sintra e Pero Pinheiro, nomeadamente o "Amarelo" de Salemas, o "Encarnadão “Chainette”" e o "St. Florien Rose" de Lameiras, freguesia da Terrugem, o "Lioz Azulino", da Maceira, freguesia de Montelavar ou o "Negro" de Mem Martins.
Ao centro, a imponente fachada é valorizada pelas torres da basílica coberta com uma cúpula. O interior da basílica é forrado a mármore e equipado com seis órgãos do princípio do século XIX, com um repertório exclusivo que não pode ser tocado em mais nenhum local do mundo. O átrio da basílica é decorado por belas esculturas italianas. Aqui existiu ainda a Escola de Escultura de Mafra, criada por D. José em 1754, foram muitos os artistas portugueses e estrangeiros que aí estudaram sob a orientação do escultor italiano Alessandro Giusti.
O real edifício de Mafra é um organismo complexo, delimitado nos seus ângulos por duas torres-blocos, de linguagem militar, onde vamos encontrar os palácios do rei e da rainha, tendo a igreja como ponto central. O convento ocupa a parte de trás do edifício, ou seja, a fachada principal é destinada ao rei, e na sua parte posterior é que vai surgir o convento.

### Biblioteca

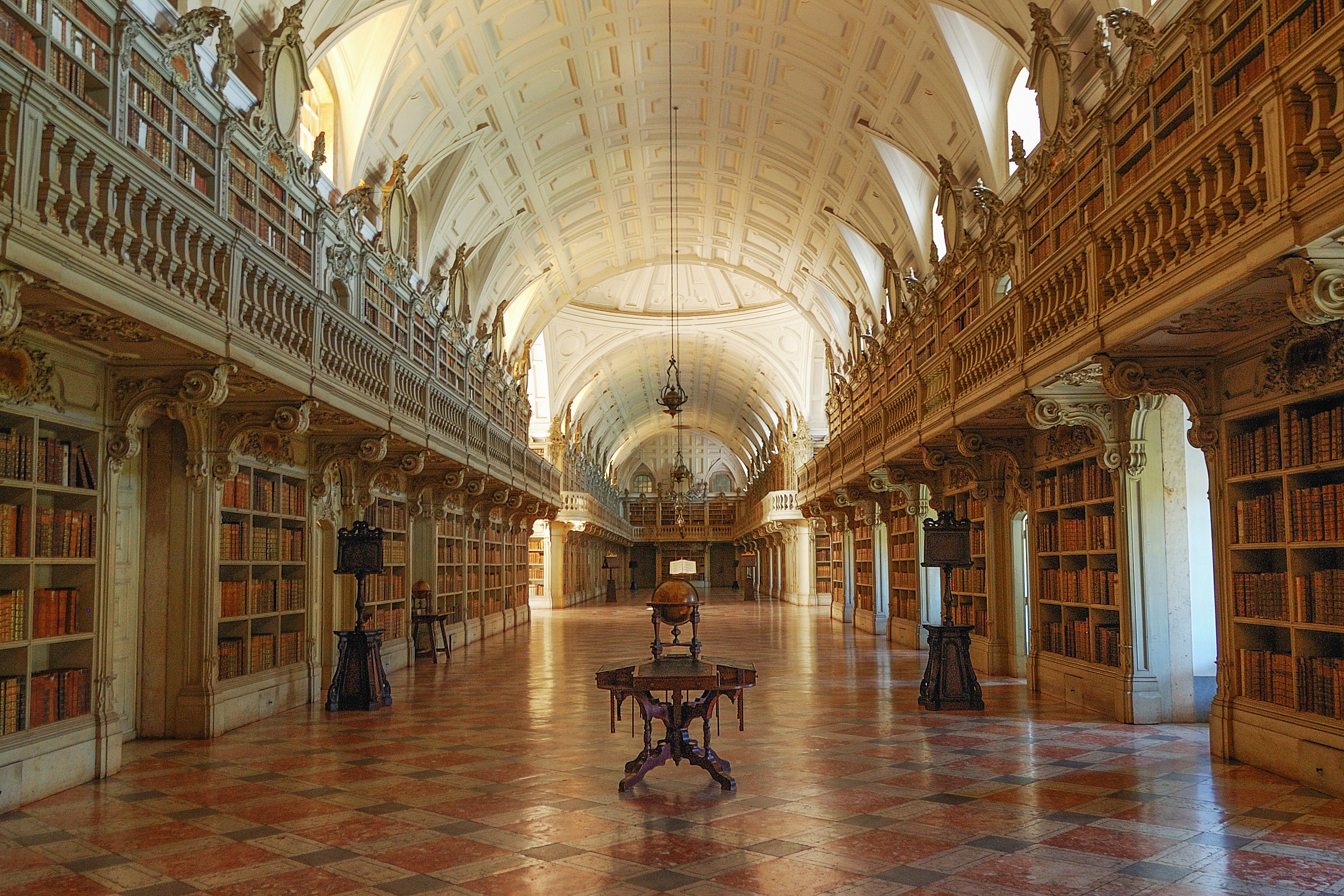
Biblioteca

É a mais importante sala do complexo palaciano-monástico, tanto pela sua dimensão, como pelo fim a que se destina: ser um centro de conhecimento de todas as principais matérias intelectuais em voga na cultura barroca.
Quando o edifício foi "inaugurado" com a sagração da basílica, em 1730, este espaço estava ainda em construção. Provisoriamente a biblioteca foi instalada em duas grandes salas do terceiro piso conventual do lado do poente e, apesar de D. João V nunca ter visto a sua instalação, grande parte do acervo foi constituído no seu reinado, fruto de uma política de incorporações consistente.
Embora seja uma Biblioteca Real, fruível pelos membros da corte, dos estudos e da comunidade religiosa, a instalação ocorre sob orientação dos Cónegos Regrantes de Santo Agostinho. Em 1771 deu-se início à construção das estantes, desenhadas por Manuel Caetano de Sousa (1738-1802), arquiteto da Casa Real, tendo as mesmas sido executadas entre 1773 e 1776. A partir de 1792, fizeram-se alguns acabamentos e a transferência de livros, mesmo com as estantes inacabadas, sem os douramentos, marmoreados e os medalhões com os bustos de escritores, conforme adequado à sua tipologia.
A biblioteca encontra-se instalada ao nível do palácio real e na sequência dos aposentos privados dos infantes e das infantas de Portugal. Desenvolve-se num grande salão de forma crucífera, ocupando uma área de 943 m2 e medindo 83,60 m de comprimento por 9,24 m de largo (que nos braços, a meio da sala, são de cerca de 18,48m). Tem de altura, até ao centro das abóbadas, com 11,88 m e, a meio, dispõe de uma cúpula elíptica elevada a 13 m do pavimento. Nesta encontra-se esculpido um grande medalhão com um sol com uma face humana, uma alegoria ao conhecimento e à sabedoria, no contexto emergente do iluminismo.
Atualmente a Biblioteca continua a seguir a organização de Frei João de Santana, que catalogou os livros em 1809. Estes dispõem-se hierarquicamente na Biblioteca e nas estantes, desde os textos sagrados (a norte), como as Bíblias, vidas de santos, matérias de religião, doutrina e de direito canónico; até às obras “profanas” (a sul: ciências exatas, ciências humanas, artes liberais, história, geografia, direito, entre outras); passando pelas obras clássicas, periódicos, dicionários e obras de referência, que se encontram no “equador” da Biblioteca, entre estes dois “hemisférios”. Conta, ainda, com um importante número de livros raros, Livros de Horas renascentistas e uma coleção de Livros Proibidos pelo Index, conservados na Biblioteca de Mafra sob especial autorização papal através da Bula de Bento XIV, de 1745.

## Património
O espólio do Palácio Nacional de Mafra inclui peças provenientes do Convento de Nossa Senhora e Santo António, predominantemente do século XVIII, que inclui pintura, escultura, metais, paramentos, entre outros, encomendados por D. João V aos principais centros de arte europeus e peças originárias do Paço Real que são essencialmente do século XIX e que refletem a funcionalidade do palácio como residência de lazer ligada à caça praticada pela família real.

### Pintura
Para os altares da Real Basílica, para as diversas capelas e áreas conventuais, como a portaria e o refeitório, dom D. João V encomendou uma coleção de pintura religiosa que se conta entre as mais significativas do século XVIII. Avultam, neste assinalável conjunto, obras dos pintores italianos Masucci, com uma “Sagrada Família”, tela preferida do rei D. João V, Giaquinto, Trevisani ou Battoni e de portugueses bolseiros em Roma como Vieira Lusitano e Inácio de Oliveira Bernardes, bolseiros do rei D. João V na Academia de Portugal em Roma. A coleção de pintura abrange Mestres da Escola Italiana da 1ª metade do século XVIII, com telas que pertenciam aos altares da basílica e às principais salas do Convento. Também Sebastiano Conca (1680-1764) com a tela “Imaculada Conceição”, tema de particular devoção da ordem franciscana. Mafra tornou-se o maior centro difusor do gosto romano da época, quer pela quantidade de obras, quer pela diversidade de artistas que para aqui trabalharam. A coleção integra ainda pintores portugueses do século XIX, como António Manuel da Fonseca (1796 – 1890), Silva Porto, Carlos Reis ou João Vaz, pertencentes à coleção pessoal de D. Fernando II, D. Luís e D. Carlos. De destacar, também as marinhas executadas pelo rei D. Carlos e um retrato de D. Manuel II, pintado por José Malhoa em 1908 quando da sua subida ao trono.

### Escultura
A coleção de escultura compreende toda a estatuária da basílica, encomenda joanina a grandes mestres italianos, entre os quais se contam Lironi, Monaldi, Bracci, Maini, Corsini, Rusconi e Ludovisi, constituindo a mais significativa coleção de escultura barroca italiana fora de Itália, constituída por 58 estátuas de mármore de Carrara, a qual inclui ainda os seus estudos em terracota, bem como a produção da Escola de Escultura de Mafra, aqui criada no reinado de D. José I sob a direção do mestre italiano Alessandro Giusti, e por onde passaram importantes escultores como Machado de Castro.

### Ourivesaria
A coleção inclui ourivesaria civil e religiosa muito diversificada, de origem portuguesa, italiana e também britânica, datada dos séculos XVIII e XIX. Cálices e relicários do século XVIII de mestres italianos constituem parte da coleção. No âmbito do palácio, o espólio compreende bacias, castiçais, leiteiras, escrivaninhas.

### Têxteis/paramentos
Para ornamentar a Real Basílica de Mafra, D. João V fez encomenda de ornamentos e paramentos em França e em Itália (Génova e Milão). A coleção é composta por paramentos nas cinco cores litúrgicas (carmesim, branco, preto, roxo, verde).
Segundo especificação do rei, os paramentos deveriam ser de “…seda, não adamascada nem lavrada, mas sim forte, e de muita dura […] bordados a seda cor de ouro a mais parecida que puder ser com o mesmo ouro". A importância desta coleção deve-se também ao grande número de peças que a compõem. Como exemplo, o paramento usado na procissão do Corpo de Deus, tem 25 casulas, 8 dalmáticas, 12 capas bordadas, 70 pluviais, para além de panos de estante, capas de missal, pano de púlpito, umbelas, entre outros. Para a maior parte dos conjuntos existiam ainda dosséis, estandartes, pavilhões de sacrário, etc. Foi ainda encomendada toda a “roupa branca” de sacristia, como alvas, roquetes, cotas, toalhas, corporais, sanguíneos, etc.

### Mobiliário
Do mobiliário da época Joanina pouco resta pois a maior parte do mobiliário, tapeçarias e obras de arte foram transportadas aquando da ida da Corte para o Brasil na época das invasões francesas, nunca tendo regressado da colónia, tendo sido leiloado em 1890 e com destino incerto, após a instauração da república no Brasil em 1889. Assim, os ambientes atuais do palácio são fundamentalmente do século XIX, bastante diversificados, predominando o estilo Império e o mobiliário romântico. No palácio real, destacam-se uma cama de aparato Império, em mogno e com bronzes, as respetivas mesas de cabeceira de meados do séc. XIX, adquirida pela rainha D. Maria II, três cadeiras profusamente entalhadas em pau-santo e ainda uma credência entalhada e dourada assinada por José Aniceto Raposo (1756-1824), notável entalhador e inventor. Quanto ao mobiliário conventual, consiste essencialmente em camas, bancos, mesas e estantes pertencentes às celas fradescas, e que foram posteriormente utilizados pela Corte após a extinção das Ordens Religiosas. Destacam-se três estantes do mestre entalhador da Casa das Obras e Paços Reais António Ângelo, encomenda de D. João VI para o coro do convento da basílica e um mostrador da antiga botica, um dos poucos exemplares do século XVIII existentes em Portugal.

### Cerâmica

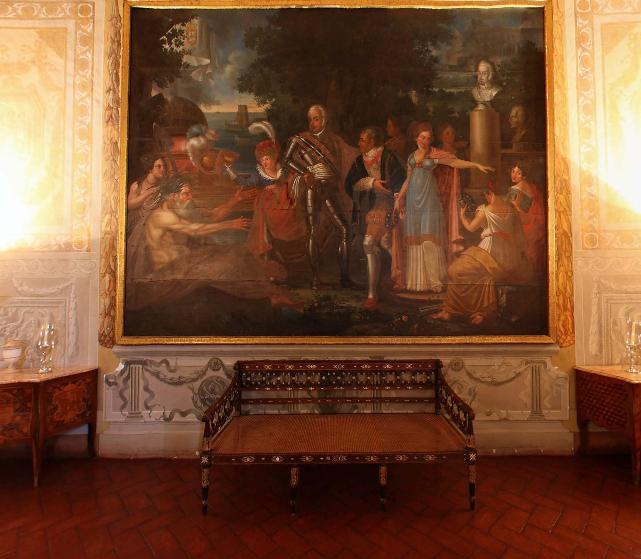
Sala dos Destinos

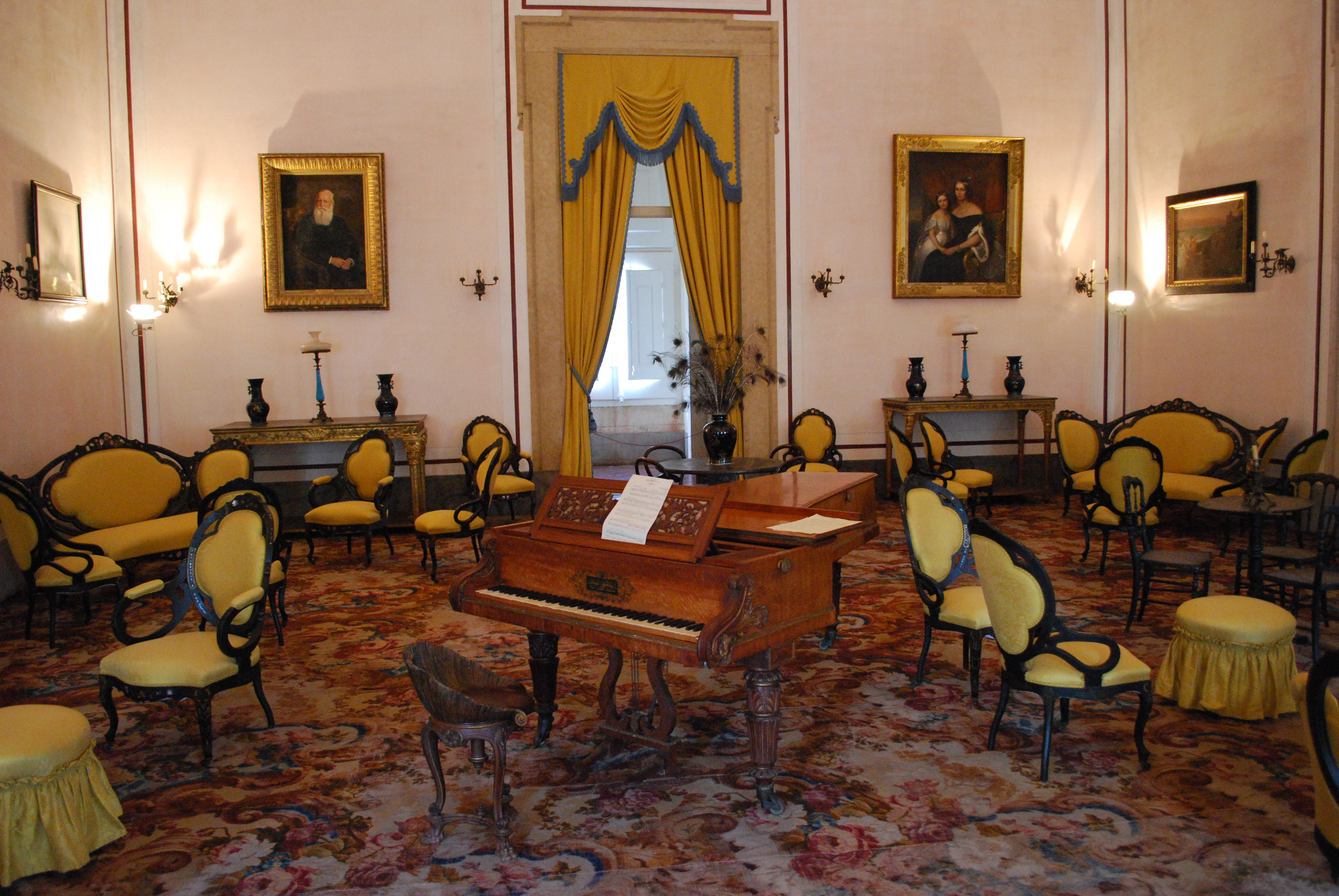
Sala Amarela

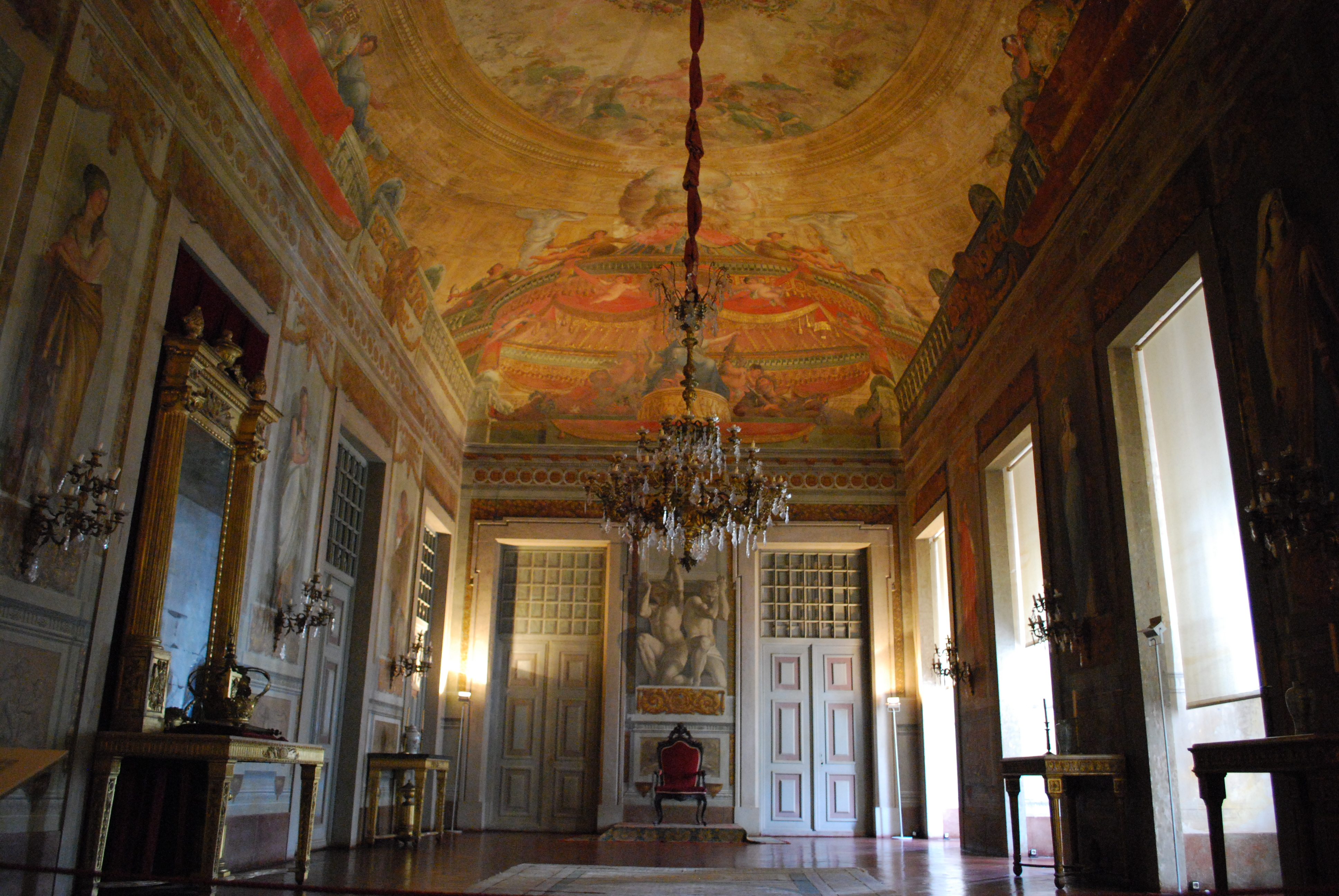
Sala do Trono

A coleção de cerâmica divide-se no núcleo conventual, com peças em faiança branca para uso quotidiano (pratos, taças, galheteiros, púcaros, etc.), fabricadas em olarias locais, com a inscrição MAFRA. Foram encomendadas e pagas por D. João V para os 300 frades que habitaram o Real Convento de Mafra. Da antiga botica conventual, existem alguns canudos e mangas para as preparações medicinais. O outro núcleo, relativo ao palácio, compreende cerâmica utilitária e decorativa proveniente da Casa Real, destacando-se a porcelana decorativa de origem francesa e oriental dos séculos XVIII e XIX.

### Metais
A coleção de metais inclui os utensílios religiosos de uso na basílica como relicários, castiçais, cruzes, turíbulos e navetas, caixas para hóstias, lampadários executados em Itália, tocheiros e gradeamento em ferro e bronze da capela do Santíssimo Sacramento da autoria de René Michel Slodtz (escultor) ou das banquetas de altar encomendadas por D. João VI e executadas sob a direção do escultor João José de Aguiar no Arsenal de Lisboa. Existem também objetos de uso quotidiano do convento, como castiçais e palmatórias, bacias, jarros e bilhas, braseiras, entre outros. A coleção é completa com os objetos de uso palaciano, como candeeiros, castiçais, travessas, pratos e utensílios de cozinha.

### Carrilhões
O palácio possui dois carrilhões mandados fundir em Antuérpia e em Liège por D. João V, com um total de 92 sinos. São os maiores carrilhões do século XVIII existentes no mundo. Cada um deles cobre uma amplitude de quatro oitavas (por isso considerados carrilhões de concerto).
Foram realizados por dois fundidores de sinos dos Países Baixos: Willelm Witlockx, um dos mais respeitados fundidores de sinos em Antuérpia e Nicolaus Levache, um fundidor de Liège responsável por diversos carrilhões e que deixou, efetivamente, em Portugal uma tradição de fundição que perdurou por mais de um século após a conclusão do trabalho em nada
Este conjunto único inclui também o maior conjunto conhecido de sistemas de relógios e de cilindros de melodia automática; ambas as torres de Mafra possuem mecanismos automáticos de toque (quatro cilindros rotativos com cavilhas e alavancas) Este é um marco mundial para o estudo, quer da música automática quer da relojoaria. Estes complexos engenhos são capazes de tocar de modo intermutável de entre cerca de dezasseis diferentes e complexas peças de música, em qualquer momento. Os cilindros melódicos de Mafra foram executados pelo famoso De Beefe, construtor de relógios dos Países Baixos da primeira metade do século XVIII.

### Relógios
O Palácio Nacional de Mafra possui diversos relógios, alguns no seu património móvel, como três grandes relógios de caixa alta, com 3,70 metros de altura, foram fabricados em 1730 pelo inglês William Trippett, que estiveram localizados na sacristia da basílica, no refeitório conventual e na portaria conventual); mas sobretudo dispõe de dois dos maiores mecanismos de relógio do século XVIII, fabricados nos Países Baixos, em 1730, um deles com mostrador de 12 horas e outro com mostrador "à romana" de 6 horas. Tem, ainda, um mecanismo mais pequeno de acerto das horas dos das torres e um outro relógio de sol, no terraço do monumento.

## Aqueduto e sistemas de água

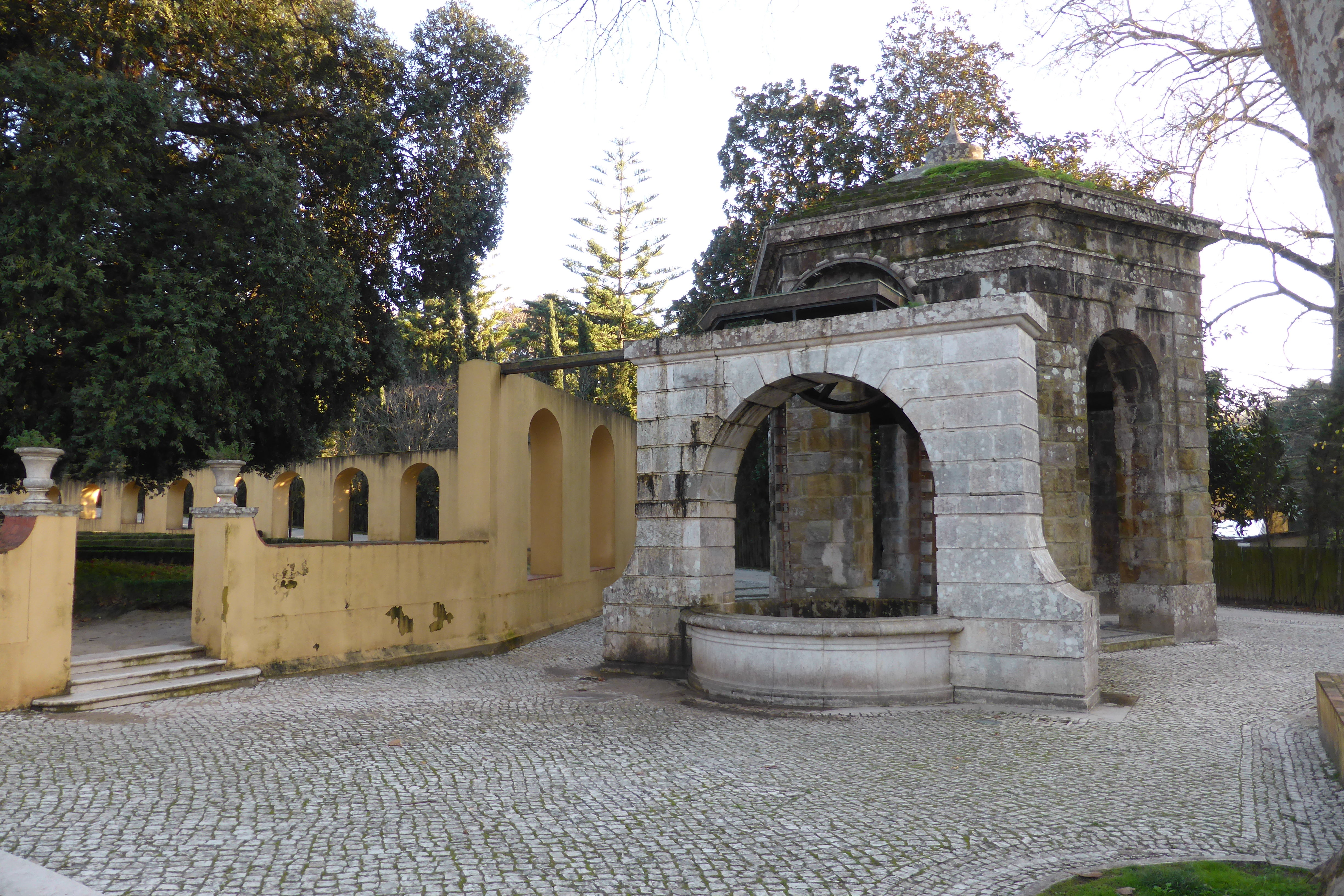
Nora e parte do aqueduto no Jardim do Cerco, Mafra

A água utilizada no Jardim do Cerco é proveniente de 32 captações superficiais existentes na Tapada de Mafra, as quais integravam um complexo sistema hidráulico. O transporte de água era assegurado por um encanamento em telhas de meio canal assentes em muros de alvenaria enterrados ou sobrelevados, com 5.402 metros de extensão, que permitia abastecer um tanque de pedra, designado por Lago das Omnias. A partir deste equipamento, parte da água era transferida para um poço com 13 metros de profundidade e com a capacidade de 156,5 m3. A água era elevada pelos alcatruzes de uma nora monumental, entrando numa caleira central assente sobre a arcaria, composta por 13 arcos, com cerca de 50 metros de extensão e 4 metros de altura.

## Estado de Conservação
Na sua globalidade o edifício está razoavelmente bem conservado devido às suas características construtivas que permitem uma grande resiliência. A última grande intervenção de conservação ocorreu pelos anos de 1999-2000, tendo as coberturas sido impermeabilizadas a cobre, as fachadas tratadas e pintadas e sido restauradas as caixilharias de portas e janelas. Destaca-se, no ano de 2018-2020 o restauro das aparelhagens sineiras de Mafra, com 119 sinos, incluindo os sinos e mecanismos de dois carrilhões do século XVIII. Contudo, desde o ano 2000 a manutenção tem sido pontual e, atualmente, o edifício apresenta diversos problemas de conservação, sobretudo nas caixilharias de madeira, e pela existência de infiltrações. Em janeiro de 2020, a Direção-Geral do Património Cultural (DGPC) divulgou a informação de que investiria cerca de 31 mil euros na reparação de janelas e na instalação de um sistema anti-pombo no Palácio Nacional de Mafra, para evitar infiltrações. No entanto, a obra não avançou.
Em 1 de Outubro de 2021 foi anunciado pela DGPC um investimento de 8 milhões de euros, até 2025, para requalificação da Ala Norte do Palácio de Mafra, com fundos provenientes do Plano de Recuperação e Resiliência (PRR). Em 4 de Janeiro de 2024, o Governo Português anunciou que investirá no Palácio Nacional de Mafra a quantia de mais 7 milhões de euros, naquele que será “um dos maiores investimentos de sempre” no edifício.
O Palácio Nacional de Mafra tem atualmente em curso três grandes projetos de requalificação (com início em 2023 e 2024), no âmbito do PRR, nomeadamente a requalificação de parte da ala norte e nascente do Palácio Nacional de Mafra, em parte da qual será instalada a coleção do Museu Nacional da Música; o restauro da Basílica e da Biblioteca do Palácio; e a reabilitação da envolvente exterior (coberturas, vãos e paramentos da paredes).

## Classificações
Foi classificado como Monumento Nacional pelo Decreto de 10-01-1907, DG, n.º 14, de 17-01-1907 (classificou o Convento de Mafra); e pelo Decreto de 16-06-1910, DG, n.º 136, de 23-06-1910 (classificou a Basílica de Mafra). Foi inscrito na Lista do Património Mundial da Humanidade pela UNESCO, na 43.ª Sessão do Comité do Património Mundial, a 7 de julho de 2019, realizada em Baku, Azerbaijão.
A Inscrição deste Bem Cultural na Lista UNESCO do Património Mundial equipara-o, por força da lei e para todos os efeitos, à classificação de Monumento Nacional, incluindo todo o palácio-convento, Jardim do Cerco e Tapada, com uma área classificada de 1,213.17 ha acrescidos de 693.239 ha de Zona Especial de Proteção.